# Phyllonorycter populi
Phyllonorycter populi là một loài bướm đêm thuộc họ Gracillariidae. Nó được tìm thấy ở miền nam Kazakhstan, Tajikistan, Turkmenistan và Uzbekistan.
Ấu trùng ăn Populus alba và Populus nigra. Chúng có thể ăn lá nơi chúng làm tổ.

## Phân loại học
Phyllonorycter populi is a replacement name for Lithocolletis populiella (Filipjev, 1926).